# Фриміум
Фриміум (англ. freemium) — бізнес-модель, яка полягає в пропозиції скористатися комп'ютерною грою, продуктом або послугою безкоштовно, в той час як розширена (покращена, преміум) версія послуги чи продукту продається за додаткову плату. Термін Freemium придумали як комбінацію з двох англійських слів — free (безкоштовний) та premium (покращений, вищої якості).
Бізнес-модель freemium давно використовують розробники програмного забезпечення, випускаючи безкоштовні програмні продукти з обмеженим набором функцій або повнофункціональний продукт з обмеженим часом роботи (даючи користувачеві, наприклад, 15 чи 30 днів для ознайомлення).
Ціллю поширення свого продукту на основі Freemium моделі є залучення широкого кола користувачів та отримання їхніх відгуків, спроба оцінити потрібність продукти (сервісу) на ринку, виявлення платоспроможного попиту на продукт (сервіс) з покращеними якостями.
Більшість програмних продуктів, що надаються на основі Freemium-моделі, обмежують користувачів:
- часом використання
- набором доступних функції
- об'ємом доступного вільного простору
- кількістю ліцензій
- сферою застосування (наприклад, безплатний антивірус тільки для домашнього використання або тільки для освітніх закладів)